# Menghe (köpinghuvudort i Kina, Jiangsu Sheng, lat 32,02, long 119,85)
Menghe (kinesiska: 孟河, 孟河镇) är en köpinghuvudort i Kina. Den ligger i provinsen Jiangsu, i den östra delen av landet, omkring 99 kilometer öster om provinshuvudstaden Nanjing. Antalet invånare är 91 049. Befolkningen består av 44 692 kvinnor och 46 357 män. Barn under 15 år utgör 12,0 %, vuxna 15-64 år 77 %, och äldre över 65 år 10,0 %.
Runt Menghe är det mycket tätbefolkat, med 2 261 invånare per kvadratkilometer. Närmaste större samhälle är Chunjiang, 15,0 km sydost om Menghe. Trakten runt Menghe består till största delen av jordbruksmark.
Genomsnittlig årsnederbörd är 1 525 millimeter. Den regnigaste månaden är juli, med i genomsnitt 289 mm nederbörd, och den torraste är januari, med 43 mm nederbörd.